# James Clugnet
James Clugnet (Grenoble, 4 dicembre 1996) è un fondista britannico.

## Biografia
Attivo dal novembre del 2012, Clugnet ha esordito ai Campionati mondiali a Lahti 2017, dove si è classificato 65º nella 15 km e 73º nella sprint, e in Coppa del Mondo il 24 novembre dello stesso anno nella tappa del Ruka Triple disputata a Kuusamo (116º in sprint); ai Mondiali di Seefeld in Tirol 2019 si è piazzato 25º nella sprint e 11º nella sprint a squadre e a quelli di Oberstdorf 2021 è stato 62º nella 15 km, 40º nella sprint e 13º nella sprint a squadre. Ai XXIV Giochi olimpici invernali di Pechino 2022, sua prima presenza olimpica, si è classificato 40º nella sprint e 20º nella sprint a squadre e l'anno dopo ai Mondiali di Planica 2023 si è piazzato 48º nella sprint e 6º nella sprint a squadre e a quelli di Trondheim 2025 è stato 42º nella 50 km, 19º nella sprint, 19º nella sprint a squadre e 9º nella staffetta.

## Palmarès

### Coppa del Mondo
- Miglior piazzamento in classifica generale: 66º nel 2021 e nel 2024